# Hugh Latimer
Hugh Latimer (1490-1555) mučenik i jedan od naistaknutijih reformatora, ispočetka bio je ogorčen neprijatelj reformacije, ali čitavši Bibliju, počinje shvaćati protestantski nauk, prihvaća ga, te odbacuje katoličku vjeru i papu kojega prepoznaje kao u Bibliji prorečenog antikrista. Otprilike u isto vrijeme spaljeni su i Thomas Cranmer, Nicholas Ridley, John Hooper, John Philpot i John Bradford.
1535. imenovan biskupom Worcestera, te aktivno širi reformaciju. Mrzio je obožavanje slika, kipova i relikvija kao Sotonine izume koji odvraćaju ljude od službe Bogu. 1539. odriće se crkvenog položaja jer za vrijeme Henrika VIII. nije htio potpisati šest članaka kojim se priznaje transupstancijacija, celibat, misa (u korist euharistije), te ispovijedanje na uho. Zatvoren u Londonski Tower kao heretik. Ipak dolaskom Eduarda VI. biva oslobođen i počinje propovjedati otvoreno napadajući licemjerje, tiraniju, korupciju i laž na visokim položajima.
1549. održava propovjed pred kraljem gdje objašnjava kako se može prepoznati Antikrista: "Antikrista možemo prepoznati po tome što se uzvisio u crkvi i što izriče sud prije vremena. To što on proglašava neke osobe svetima prije vremena, što sudi ljudima prije Sudnjeg dana - eto to je znak po kojem se može prepoznati antikrist".
Dolaskom na vlast katolkinje Marije krvave, biva opet zatvoren i spaljen na lomači u Oxfordu zajedno s Nicholasom Ridlijem 1555. Prije nego što se popeo na lomaču, kazao je Ridliju čuvene i proročke riječi: "Budi hrabar Master Ridley, danas ćemo, Božjom milošću, zapaliti u Engleskoj takvu svijeću koja se nikada neće ugasiti". 
Uistinu Engleska se nedugo nakon toga razišla s papom (kojeg su smatrali antikristom) i odvojila se od katoličke crkve.
1646. izašla je i Westminsterska ispovijest vjere u kojoj se navodi sljedeće: "Nema druge glave crkve osim Gospodina Isusa Krista, niti Rimski papa, u bilo kojem slučaju, može biti glava, osim kao Antikrist, čovjek grijeha, sin vječno prokletog, koji se uzdiže, nad crkvom, protiv Krista i svega što se zove Bog."

## Poveznice
- Engleska Crkva
- Anglikanstvo